# Corrèze (rzeka)

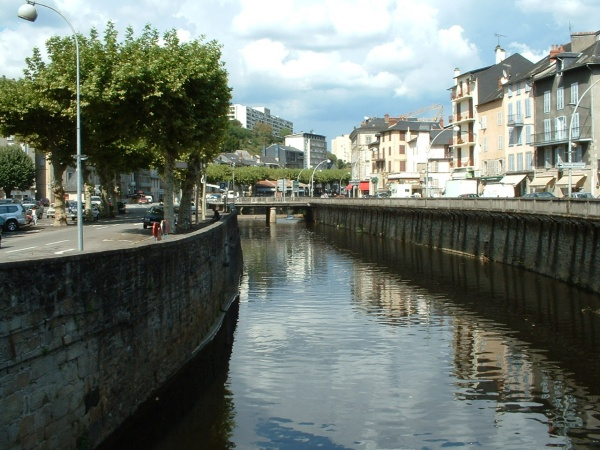
Rzeka Corrèze w Tulle

Corrèze – francuska rzeka znajdująca się w Masywie Centralnym, lewy dopływ Vézère.
Rzeka ma długość 94,6 km i posiada dorzecze w wielkości 947 km².

## Geografia
Rzeka ma swoje źródła na Wyżyna Millevaches w gminie Bonnefond. Rzeka pokonuje 94,6 km, po czym uchodzi do Vézère kilka kilometrów na zachód od Brive-la-Gaillarde.

## Główne dopływy
- prawe
  - Pradines
  - Vimbelle
  - Solane
  - Céronne
  - Couze
  - Maumont
- lewe
  - Dadalouze
  - Montane
  - Rouanne
  - Loire
  - Planchetorte

## Główne miasta nad Corrèze
- Corrèze
- Naves
- Les Angles-sur-Corrèze
- Tulle
- Cornil
- Malemort-sur-Corrèze
- Brive-la-Gaillarde